# Ryan Foster
Ryan Foster (* 2. November 1974 in Brampton, Ontario) ist ein ehemaliger austro-kanadischer Eishockeyspieler und derzeitiger -trainer. Zuletzt trainierte Foster bis April 2024 die Selber Wölfe in der DEL2.

## Karriere
Ryan Foster absolvierte ein Pädagogikstudium an der University of Guelph und spielte nebenbei Eishockey in der nationalen Universitätssportorganisation Canadian Interuniversity Sport. Anschließend kam er in der Saison 1998/99 zu mehr als 30 internationalen Einsätzen für die kanadische Nationalmannschaft, ehe er von 1999 bis 2013 in den drei höchsten Ligen Österreichs spielte.
In der zweitklassigen Nationalliga gewann er 2003 mit EK Zell am See, 2009 mit EHC Lustenau und 2011 mit VEU Feldkirch jeweils den Meistertitel und gehörte stets zu den besten Torschützen der Liga. Mit Zell (2000–02), EC VSV (2002) und EC KAC (2005–07) bestritt er zudem über 160 Auftritte in der Österreichischen Eishockey-Liga und war 2002 erfolgreichster Torschütze der Bundesliga. 2013 gewann er mit den EC Tarco Wölfen Klagenfurt den Meistertitel der drittklassigen NAH-Liga. In Saisonzwischenpausen trat er jeweils einmal als Gastspieler für Leksands IF (Elitserien) und Bakersfield Condors (West Coast Hockey League) auf.
2013 startete er beim EC KAC seine Trainerlaufbahn unter anderem als Cheftrainer der U16 und der U18 sowie als Assistenztrainer der Kampfmannschaft. Nach Abschluss seines Diplomtrainerkurses im Sommer 2016, übernahm er mit Kirk Furey das in der Alps Hockey League (AHL) spielende Farmteam des EC KAC. Ab 2018 betreute er vier Jahre lang die Saale Bulls Halle in der deutschen Eishockey-Oberliga, ehe er im Sommer 2022 zum Ligakonkurrenten EC Bad Tölz wechselte. Nach seiner Entlassung im Oktober 2023 übernahm er zwei Monate später den Cheftrainerposten der Selber Wölfe aus der DEL2. Nach der Saison 2023/24 endete das dortige Engagement.